# Jaime Sarlanga
Jaime Sarlanga (Partido di Tigre, 24 febbraio 1916 – 24 agosto 1966) è stato un calciatore e allenatore di calcio argentino, di ruolo attaccante.

## Carriera
Sarlanga inizia la sua carriera nel Tigre, squadra della sua città natale.
Nel 1937 si trasferisce al Ferro Carril Oeste, dove segna 47 gol, diventando il dodicesimo giocatore più prolifico del club.
Nel 1940 si passa al Boca Juniors. Ha giocato 9 stagioni col club, segnando 115 volte e ottenendo 193 presenze. Nel 1948, dopo 9 stagioni in cui ha vinto tre Primera División e altri quattro trofei, Sarlanga lascia il Boca per trasferirsi al Gimnasia La Plata, dove rimane fino al suo ritiro nel 1954.
Nel 1955 Sarlanga diventa allenatore del Boca Juniors, ottenendo però scarsi risultati.
Jaime Sarlanga ha rappresentato la Nazionale argentina in 8 incontri, disputati tra il 1939 e il 1943.